# Gulf Country

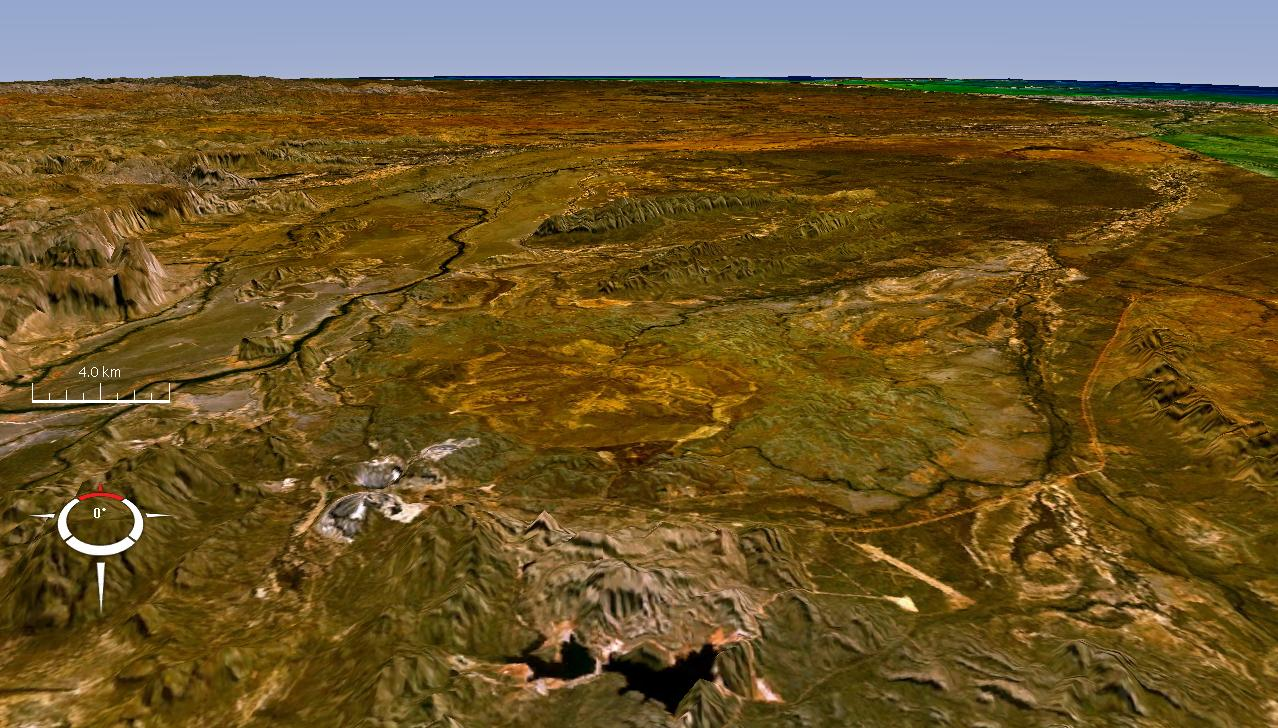
Terreno alrededor del cráter Lawn Hill

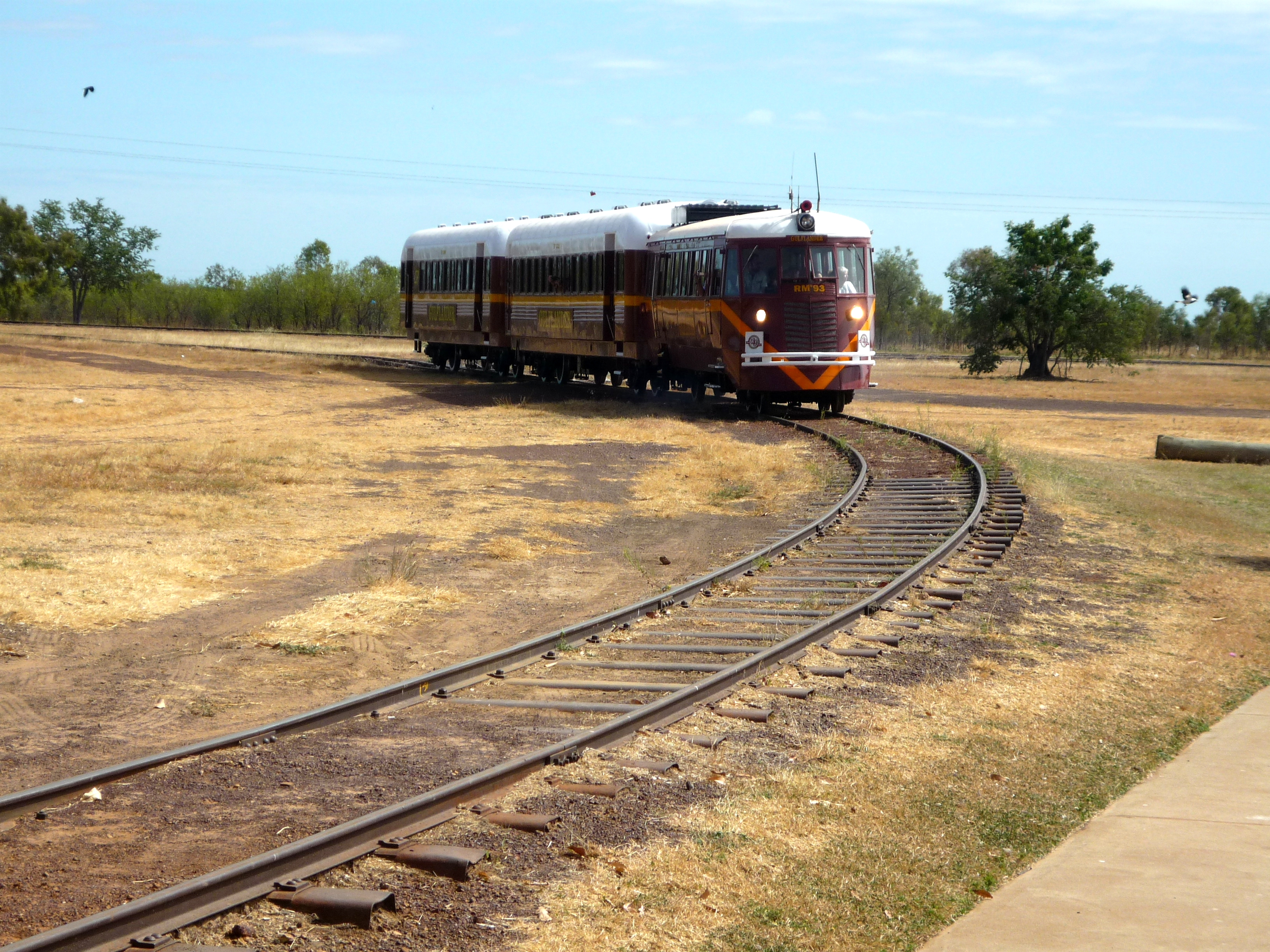
El Gulflander en Normanton, 2011

El Gulf Country o Noroeste de Queensland es la región de bosques y sabanas que rodea el Golfo de Carpentaria en el noroeste de Queensland y el este del Territorio del Norte en la costa norte de Australia. La región también se llama Sabana del Golfo. El Gulf Country está atravesado por la carretera Savannah Way.
Esta tierra llana de sabana tiene una estación seca y otra monzónica, y alberga las mayores extensiones de pastizales autóctonos de Australia. Se utiliza para la cría de ganado y la minería. En ella se encuentran grandes reservas de zinc, plomo y plata. La zona alberga varias especies en peligro de extinción y está atravesada por ríos importantes. El primer explorador europeo conocido de la región fue Willem Janszoon.

## Localización y descripción
El Gulf Country es un bloque de sabana seca entre las zonas más húmedas de Arnhem Land y el Top End del territorio del Norte al oeste y la península de Cape York en el extremo norte de Queensland al este, mientras que al sur y al este se encuentran llanuras altas de pastos Mitchell y las tierras altas de Einasleigh. El lado del Territorio del Norte del área es el área de Gulf Fall, con laderas de arenisca y gargantas que drenan las tierras altas del interior hacia el golfo. Los principales usos de la tierra en el Gulf Country son la ganadería y la minería.
La región cubre un área de 186 000 km² (71 814,7 mi²). El paisaje es generalmente plano y de sabana tropical baja atravesada por ríos que llevan las lluvias monzónicas al golfo y alimentan marismas costeras y áreas de selva tropical. El grupo de islas Sir Edward Pellew y las islas Wellesley se encuentran frente a la costa del golfo.
Los principales asentamientos de la región son las ciudades de Mount Isa y Cloncurry, y las localidades de Camooweal, Kowanyama, Karumba, Normanton y Burketown. El puerto de Karumba es uno de los principales puertos exportadores de ganado vivo de Australia. El edificio más antiguo de la región es el Hotel Burketown.

## Clima
El clima es cálido, con una estación seca y una estación lluviosa. La estación seca dura aproximadamente de abril a noviembre y se caracteriza por vientos muy secos del sureste al este, generados por sistemas migratorios invernales de altas presiones que se desplazan hacia el sur. La estación húmeda dura de diciembre a marzo y se caracteriza por flujos de aire monzónico húmedo procedentes del norte. Esta estación húmeda puede ser muy errática: en Burketown, localidad típica de la región, las precipitaciones de varias estaciones húmedas han oscilado entre tan solo 150 milímetros  y 2000 milímetros. En general, las precipitaciones son escasas (de 750 mm en la costa a 500 mm en el interior), pero si la estación húmeda es fuerte, las zonas bajas se inundan e incluso se cortan las pocas carreteras asfaltadas. El golfo también es caldo de cultivo de ciclones entre noviembre y abril.
En septiembre y octubre la Nube de Gloria de la Mañana aparece en el Golfo Sur. El mejor punto de observación para ver este fenómeno es en la zona de Burketown poco después del amanecer.

## Historia
El jirandali (también conocido como yirandali, warungu y yirandhali) es una lengua aborigen australiana del Gulf Country, particularmente del área de Hughenden. La región lingüística incluye el área de gobierno local del condado de Flinders, incluidos la localidad de Dutton River, la zona del río Flinders, Mount Sturgeon, Caledonia, Richmond, Corfield, Winton, Torrens, Tower Hill, Landsborough Creek, Lammermoor Station, Hughenden y Tangorin. 
El waanyi (también conocido como wanyi, wanyee, wanee, waangyee, wonyee, garawa y wanji) es una lengua aborigen australiana del país del Golfo. La región lingüística incluye las partes occidentales del Parque nacional Boodjamulla y el río Nicholson, desde aproximadamente el límite entre el Territorio del Norte y Queensland, hacia el oeste en dirección a la estación de Alexandria, Doomadgee y el río Nicholson. Incluye el área de gobierno local del condado aborigen de Doomadgee. 
El wanamarra (también conocido como maykulan y wunumura) es una lengua aborigen australiana del noroeste de Queensland. La región lingüística incluye áreas dentro del condado de McKinlay, el condado de Cloncurry y el condado de Richmond, incluida la zona del río Flinders y las ciudades de Kynuna y Richmond. 
El yukulta (también conocido como ganggalida) es una lengua aborigen australiana del Gulf Country. La región lingüística Yukulta incluye las áreas de gobierno local del condado aborigen de Doomadgee y el condado de Mornington. 
El primer explorador europeo conocido que visitó la región fue el holandés Willem Janszoon (cuyo nombre también se escribe Jansz), en su viaje de 1605-1606. Su compatriota Jan Carstenszoon (o Carstensz) lo visitó en 1623 y bautizó el golfo en honor a Pieter de Carpentier, que era el gobernador general de las Indias Orientales Holandesas en aquel momento. Abel Tasman también exploró la costa en 1644. Posteriormente, Matthew Flinders exploró y cartografió la región en 1802 y 1803.
El primer explorador terrestre de la zona fue el prusiano Ludwig Leichhardt, que la recorrió entre 1844 y 1845. Le siguió Augustus Gregory, de la Expedición al Norte de Australia, en 1856, y luego Burke y Wills en 1861. John McKinlay, Frederick Walker y William Landsborough lideraron grupos de búsqueda separados en el Golfo en busca de Burke y Wills en 1861 y 1862.
Cuando los pastores se asentaron en la zona, se produjeron importantes enfrentamientos con las poblaciones aborígenes locales. El historiador Tony Roberts ha descrito la naturaleza de las masacres y los encuentros violentos en el Gulf Country (parte de las guerras fronterizas australianas) en su libro Frontier Justice: A History of the Gulf Country to 1900 (2005). Su investigación demostró que altos cargos políticos coloniales, entre ellos los ex primeros ministros de Australia Meridional, Sir John Colton y Sir John Downer, junto con la policía de dicha región, «idearon, permitieron, encubrieron o ignoraron... atrocidades» en la región del Golfo, que causaron la muerte de al menos 600 aborígenes. El libro ganó el Premio de Historia John y Patricia Ward de los Registros del Estado en los Premios de Historia del Primer Ministro de Nueva Gales del Sur, el Premio WK Hancock de la Asociación Histórica Australiana y el Premio de Historia del Libro del Ministro Principal del Territorio del Norte.
La huelga de 1964 en las minas de Mount Isa fue una huelga prolongada entre los mineros y la gerencia de las minas de Mount Isa.

## Minería

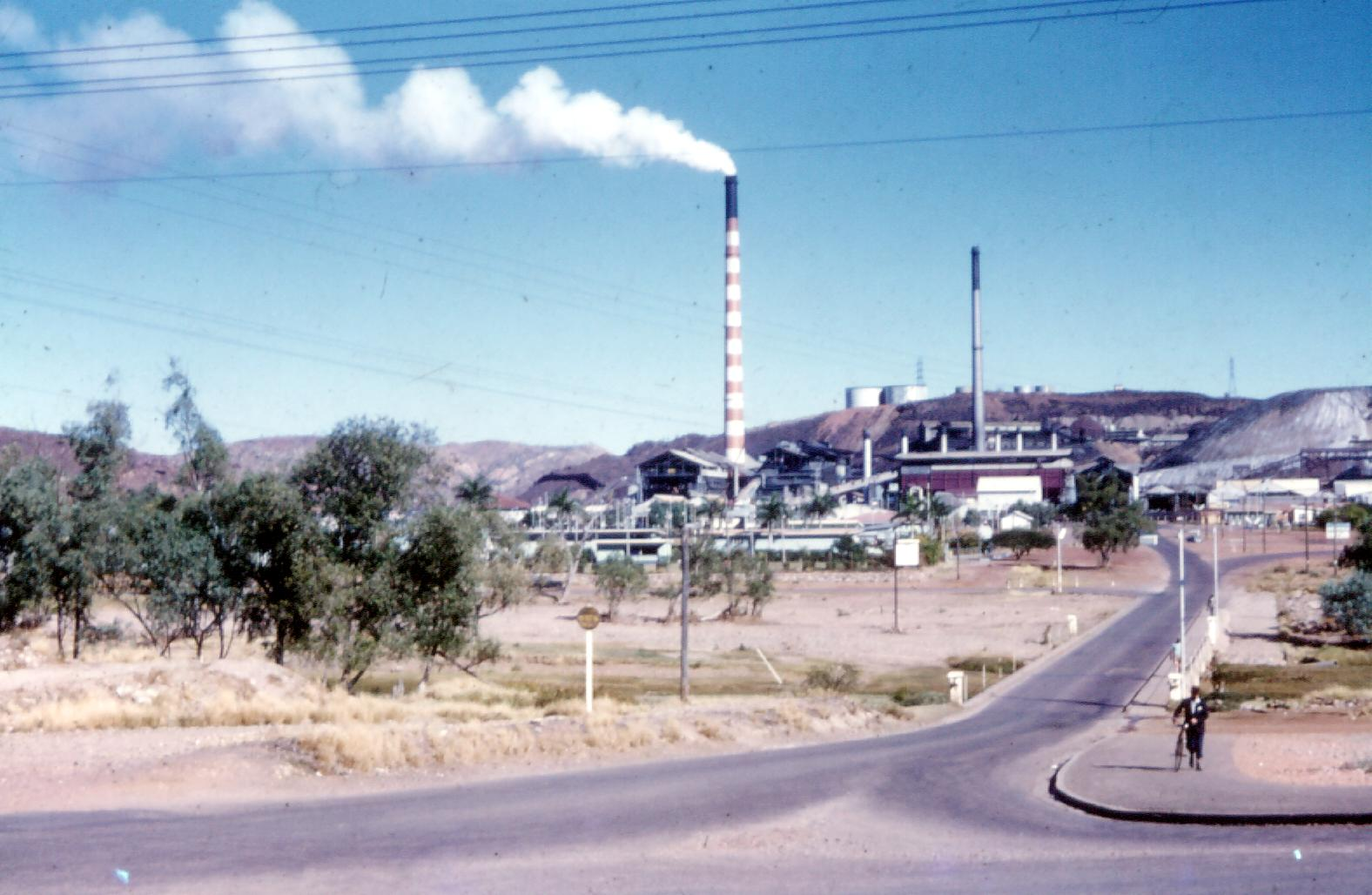
Minas de Mount Isa, 1962

La región es rica en minerales como el cobre, el zinc, el plomo y la plata. Mount Isa Mines gestiona varias minas de cobre, plomo, zinc y plata en Mount Isa, donde la producción comenzó en 1931. La mina Century, la mayor mina de zinc de Australia, comenzó a funcionar cerca de Mount Isa en 1997 y se espera que se agote en 2016. Otras minas de la región son las minas George Fisher, Cannington y Hilton.

### Preocupaciones ambientales
Debido a la producción de plomo en la ciudad, Mount Isa cuenta con uno de los sistemas de control de la calidad del aire más intensivos de Australia. Se ha manifestado preocupación por la contaminación infantil por plomo y por la contaminación atmosférica de la región.

## Ecología

### Flora
En el país del golfo no hay montañas que restrinjan las precipitaciones a la franja costera y la transición desde los manglares hasta los bosques de Acacia stenophylla y, finalmente, hasta los matorrales áridos del centro de Australia es gradual. Existen hasta diecinueve zonas importantes para la migración de aves en las desembocaduras de los ríos a lo largo de la costa del golfo, incluido el estuario de los ríos Gregory-Nicholson y Roper, en Limmen Bight. Loas zonas de hábitat de la selva tropical se encuentran en zonas menos propensas a los incendios de pastizales. En la sabana, el dicanthium bluegrass crece alto tras las lluvias monzónicas, ya que el Gulf Country es una de las mayores zonas de pastizales autóctonos de Australia. Las gargantas de arenisca de las Gulf Falls albergan una fauna específica. Por último, las islas Pellew conservan manglares originales y espesos bosques.

### Fauna
En la zona habitan varias especies en peligro de extinción, entre ellas un roedor endémico, la rata de roca de Carpentaria (Zyzomys palatalis), y reptiles endémicos como el eslizón lerista de Carpentaria. Las marismas y salinas de la costa son el hogar de aves acuáticas como la urraca. Un ave endémica de pastizales, el carpintero carpentario, está sufriendo a medida que los cambios en los regímenes de incendios (la forma en que se queman sistemáticamente los pastos y se les permite renovarse) están reduciendo su hábitat. La región es un punto de interés para la observación de aves.

### Amenazas y preservación

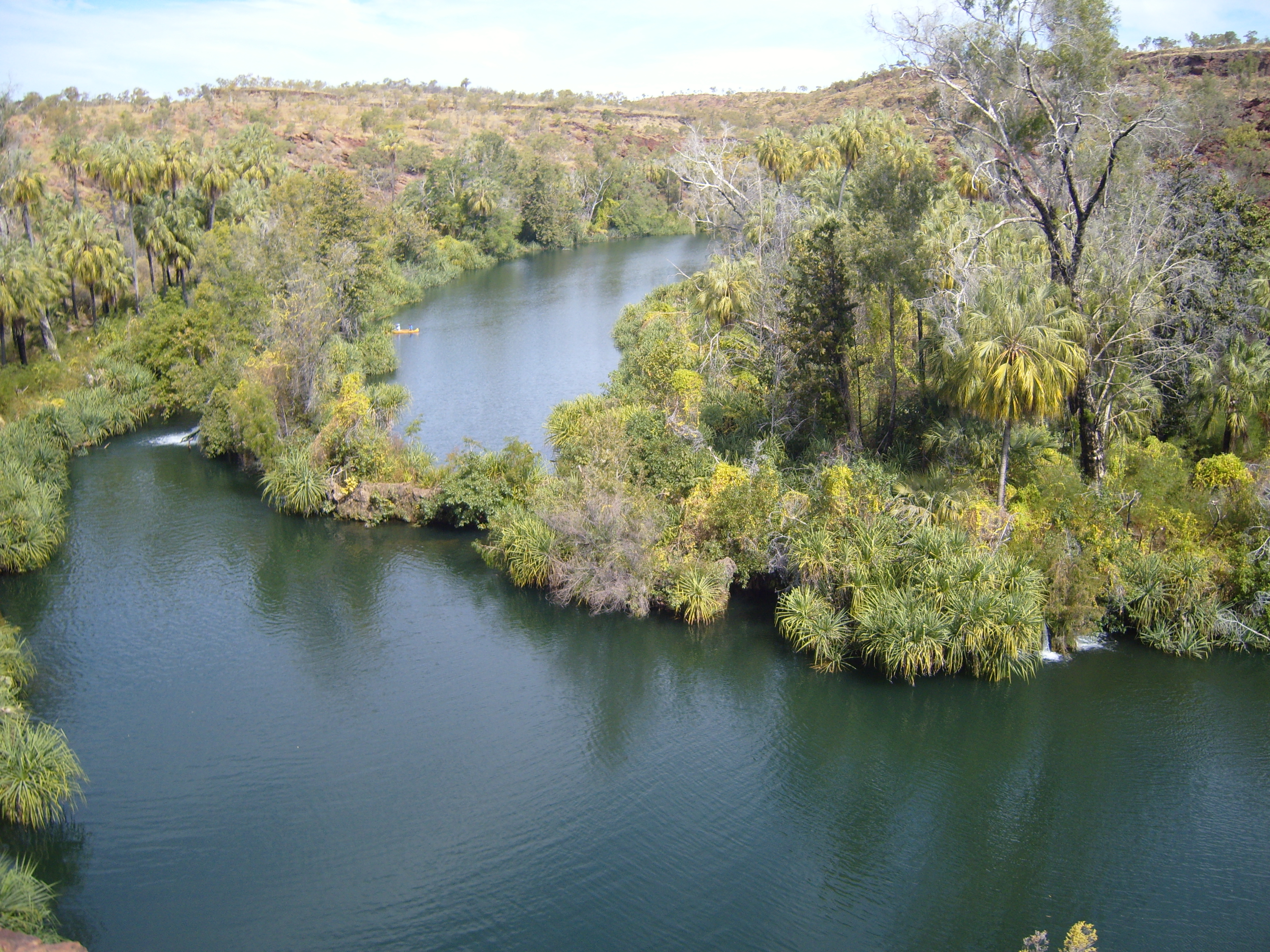
Cataratas Indarri, Parque Nacional Boodjamulla, 2008

Gran parte de la zona es de vegetación virgen, pero el pastoreo excesivo y la introducción de especies de gramíneas forrajeras están alterando tanto los pastizales como los humedales, mientras que los bosques son vulnerables a los cambios en los regímenes de incendios. Entre las malas hierbas introducidas se encuentra la enredadera del caucho (Cryptostegia grandiflora). Entre las zonas protegidas se encuentran el Parque Nacional del Río States, el Parque Nacional de Boodjamulla (antes Lawn Hill), los yacimientos de fósiles de Riversleigh —declarados Patrimonio de la Humanidad—, el Parque Nacional de las Cuevas de Camooweal y el Parque Nacional de Mitchell-Alice Rivers, en la parte de Queensland. Sin embargo, los humedales costeros están poco protegidos. El cráter de Lawn Hill, un cráter de impacto con un anillo de colinas calizas, también se encuentra en Gulf Country. Por último, el Parque Nacional de Barranyi (Isla Norte) es una de las islas Pellew.

### Lista de ríos principales
Extremo superior
- Río Roper
- Río Wilton

Gulf Country
- Río Cox
- Río Calvert
- Río Gilbert
- Río Flinders
- Río Leichhardt
- Río McArthur
- Río Norman

Península del Cabo York
- Río Archer
- Río Mission
- Río Mitchell
  - Río Alice
- Río Smithburne
- Río Staaten
- Río Wenlock